# Nir Sabag
Nir Sabag (hebräisch ניר סבג; * 1987) ist ein israelischer Jazzmusiker (Schlagzeug).
Sabag gehörte zunächst zum Hanut Trio, mit dem 2015 ein Album in Israel erschien. Im selben Jahr nahm er im Trio Bones mit dem Bassklarinettisten Ziv Taubenfeld und dem Bassisten Shay Hazan ein erstes, gleichnamiges Album für Leo Records auf, dem zwei weitere Alben in gleicher Besetzung folgten. Mit Doron Segal (Keyboards), Hal Strewe und Aver bildete er in Berlin das Quartett Move 78, das 2021 und 2022 Alben veröffentlichte. Er gehört weiterhin zur Afro-Soul-Band Jemba Groove um Yannick Nolting und Eric Owusu (Susuma). Ferner ist er auf Alben von Dotschy Reinhardt und Eric Pan zu hören.